# A Big Package for You
A Big Package for You — первый видеоальбом канадской рок-группы Simple Plan, выпущенный 25 ноября 2003 года, выпущенный на DVD носителях.

## Описание
Запись данного видеоальбома велась с 1999 года. Видеоролики с A Big Package for You показывают фанатам процесс работы над дебютным альбомом No Pads, No Helmets… Just Balls; съёмки клипов на песни «I’d Do Anything», «Addicted» и «Perfect»; видео с тура в поддержку альбома. В комплект также вошёл CD A Small Package for You, на котором представлены эксклюзивный трек «Crash and Burn», а также записи песен «One Day» и «I’d Do Anything» с концертов.

## Список композиций

### DVD («A Big Package for You»)
- Meet Simple Plan
- Recording «No Pads, No Helmets... Just Balls»
- Shooting the Album Cover
- Making Our First Video
- Going on Tour
- Filming «I'd Do Anything»
- Guten Tag from Europe
- Hitting the Road Again
- Behind the Scenes at the «Addicted» Video Shoot
- Konichiwa from Japan!
- Experimenting in Bangkok
- SP Loves Going Down…Under: Australia 2002
- Spring Break! SP Under the Sun!
- Big Rock Show: SP Does Arenas
- Return to the Land of the Rising Sun
- The «Perfect» Video
- Punk Rock Summer Camp: Warped Tour '03
- Looking Back…

### CD («A Small Package for You»)
1. «Crash and Burn»
2. «One Day» (Live)
3. «I'd Do Anything» (Live)